# Celtica (jeu vidéo)
Celtica est un jeu vidéo d'aventure développé par Artech Digital Entertainment et édité par H+A Entertainment, sorti en 1998 sur Windows.

## Accueil
- Adventure Gamers : 2,5/5[1]
- Power Unlimited : 3,9/10[2]